# Lantenot
Lantenot település Franciaországban, Haute-Saône megyében. Lakosainak száma 362 fő (2022. január 1.). Lantenot La Lanterne-et-les-Armonts, Saint-Germain, Belmont, Linexert, Mélisey és Rignovelle községekkel határos.

## Népesség
A település népességének változása:
| Lakosok száma | 367  | 350  | 357  | 353  | 355  | 357  | 357  | 356  | 362  |
|               | 2013 | 2015 | 2016 | 2017 | 2018 | 2019 | 2020 | 2021 | 2022 |